# Connor Trinneer
Connor Trinneer (Walla Walla, (Washington), 19 maart 1969) is een Amerikaans acteur.
Trinneer speelde van 2001 tot 2005 de rol van Charles 'Trip' Tucker III in de sciencefictionserie Star Trek: Enterprise. Hij had een terugkerende rol in Stargate Atlantis als de wraith Michael. In 2009 was hij te zien in enkele afleveringen van de televisieserie 24 en in een aflevering van Terminator: The Sarah Connor Chronicles.
Trinneer huwde zijn vrouw Ariana Navarre in 2004. Hun zoon Jasper werd geboren in 2005.

## Filmografie
- International Standard Name Identifier: 0000 0000 5894 0426
- Library of Congress Control Number: no2009065105
- Virtual International Authority File: 86405935
- WorldCat: E39PBJxCvDGrVxGPdBDy4rPWjC